# ليام بالمر
ليام بالمر (بالإنجليزية: Liam Palmer)‏ (19 سبتمبر 1991 المملكة المتحدة - ) هو لاعب كرة قدم بريطاني يلعب كلاعب وسط.

## روابط خارجية
- ليام بالمر على موقع الاتحاد الدولي (مؤرشف)  (الإنجليزية)
- ليام بالمر على موقع الاتحاد الأوربي (الإنجليزية)
- ليام بالمر على موقع قاعدة بيانات كرة القدم.إي يو (الإنجليزية)
- ليام بالمر على موقع ناشيونال فوتبول تيمز (الإنجليزية)
- ليام بالمر على موقع Soccerbase.com (لاعب) (الإنجليزية)
- ليام بالمر على موقع Soccerway.com (الإنجليزية)